# Julio Mata Oreamuno
Julio Mata (Cartago (Costa Rica), 9 de desembre, 1899 - San José (Costa Rica), 4 de març, 1969), se'l considera un destacat músic i el més notable violoncel·lista de la seva generació.
Julio Mata fou el fruit de la llar formada pel poeta, clarinetista i notari, Félix Mata Valle i la cantant i guitarrista María Josefa Oreamuno Ortiz.

## Obres (selecció)[3]
- Canciones  (publicades 2004)
- Adiós a las tropas del 56 : canción a 4 voces (1899)
- Ahí nomasito (publicat, 1972)
- Toyupan: sarsuela en 3 actes (publicat, 1938)
- Dulce mentira (publicada 2003)
- Himno del Segundo Congreso Eucarístico Nacional (publicat 1955)
- Himnos y cantos para escuelas y colegios (publicat 1965)
- Marcha de la Universidad (1900)
- Marcha de la Universidad de Costa Rica : quinteto de bronces y timbales (publicat 1900)
- Marcha de las Américas  (publicat 1957)
- Adiós a las tropas del 56 : marcha a 4 voces (publicat 1986 i 1993)
- La palomita del alma: sarsuela "Toyupán"
- La flor del café (publicat 2009)
- Queja de amor (publicat 1925)
- El paraíso tuyo (publicat 1990)
- Canciones de Julio Mata y Félix Mata. (publicat 2012)
- Remando
- Canción (publicat 1900)
- Antología canciones costarricenses (publicat 2023 i 2005)